# Scott Niedermayer
Scott Niedermayer, född 31 augusti 1973 i Edmonton, Alberta, är en kanadensisk före detta professionell ishockeyspelare som spelade 18 säsonger i NHL för klubbarna New Jersey Devils och Anaheim Ducks. Niedermayer var känd för sin snabba skridskoåkning och sina offensiva kvaliteter. Trots att han föddes i Edmonton växte Niedermayer upp i Cranbrook, British Columbia.
Bland hans meriter finns Stanley Cup-vinster 1995, 2000, 2003 och 2007, OS-guld 2002 och 2010, NHL All-Rookie Team 1993 och All-Star-matcher 1998 och 2001.
Scott Niedermayer har en yngre bror, Rob Niedermayer, som spelade för Anaheim Ducks under ett flertal säsonger, däribland 2006–07 då laget vann Stanley Cup.

## Karriär
Scott Niedermayer ansågs tidigt vara en back utöver det vanliga. Efter att ha dominerat under ett flertal säsonger i juniorligorna så valdes han som tredje spelare totalt i NHL-draften 1991 av New Jersey Devils. Redan första säsongen i NHL så visade han genast vilken talang han var då han på 80 spelade matcher lyckades göra 11 mål och 40 poäng. Han fortsatte att leverera säsong efter säsong och blev en viktig back för New Jersey Devils genom åren. 
Niedermayer spelade totalt 12 säsonger i New Jersey Devils innan han blev värvad av Anaheim Ducks hösten 2005 där han fram tills pensioneringen 2010 var lagets lagkapten.

## Statistik

### Klubbkarriär
| 1989–90    | Kamloops Blazers        | WHL        | 64   | 14  | 55  | 69  | 64  | 17  | 2  | 14 | 16 | 35  |
| 1990–91    | Kamloops Blazers        | WHL        | 57   | 26  | 56  | 82  | 52  | –   | –  | –  | –  | –   |
| 1991–92    | Kamloops Blazers        | WHL        | 35   | 7   | 32  | 39  | 61  | 17  | 9  | 14 | 23 | 28  |
| 1991–92    | New Jersey Devils       | NHL        | 4    | 0   | 1   | 1   | 2   | –   | –  | –  | –  | –   |
| 1992–93    | New Jersey Devils       | NHL        | 80   | 11  | 29  | 40  | 47  | 5   | 0  | 3  | 3  | 2   |
| 1993–94    | New Jersey Devils       | NHL        | 81   | 10  | 36  | 46  | 42  | 20  | 2  | 2  | 4  | 8   |
| 1994–95    | New Jersey Devils       | NHL        | 48   | 4   | 15  | 19  | 18  | 20  | 4  | 7  | 11 | 10  |
| 1995–96    | New Jersey Devils       | NHL        | 79   | 8   | 25  | 33  | 46  | –   | –  | –  | –  | –   |
| 1996–97    | New Jersey Devils       | NHL        | 81   | 5   | 30  | 35  | 64  | 10  | 2  | 4  | 6  | 6   |
| 1997–98    | New Jersey Devils       | NHL        | 81   | 14  | 43  | 57  | 27  | 6   | 0  | 2  | 2  | 4   |
| 1998–99    | New Jersey Devils       | NHL        | 72   | 11  | 35  | 46  | 26  | 7   | 1  | 3  | 4  | 18  |
| 1998–99    | Utah Grizzlies          | IHL        | 5    | 0   | 2   | 2   | 0   | –   | –  | –  | –  | –   |
| 1999–00    | New Jersey Devils       | NHL        | 71   | 7   | 31  | 38  | 48  | 22  | 5  | 2  | 7  | 10  |
| 2000–01    | New Jersey Devils       | NHL        | 57   | 6   | 29  | 35  | 22  | 21  | 0  | 6  | 6  | 14  |
| 2001–02    | New Jersey Devils       | NHL        | 76   | 11  | 22  | 33  | 30  | 6   | 0  | 2  | 2  | 6   |
| 2002–03    | New Jersey Devils       | NHL        | 81   | 11  | 28  | 39  | 62  | 24  | 2  | 16 | 18 | 16  |
| 2003–04    | New Jersey Devils       | NHL        | 81   | 14  | 40  | 54  | 44  | 5   | 1  | 0  | 1  | 6   |
| 2005–06    | Mighty Ducks of Anaheim | NHL        | 82   | 13  | 50  | 63  | 96  | 16  | 2  | 9  | 11 | 14  |
| 2006–07    | Anaheim Ducks           | NHL        | 79   | 15  | 54  | 69  | 86  | 21  | 3  | 8  | 11 | 26  |
| 2007–08    | Anaheim Ducks           | NHL        | 48   | 8   | 17  | 25  | 16  | 6   | 0  | 2  | 2  | 4   |
| 2008–09    | Anaheim Ducks           | NHL        | 82   | 14  | 45  | 59  | 70  | 13  | 3  | 7  | 10 | 11  |
| 2009–10    | Anaheim Ducks           | NHL        | 80   | 10  | 38  | 48  | 38  | –   | –  | –  | –  | –   |
| NHL totalt | NHL totalt              | NHL totalt | 1181 | 158 | 523 | 681 | 676 | 189 | 22 | 66 | 88 | 144 |

### Internationellt
| År            | Lag           | Turnering     |    | Matcher | Mål | Assists | Poäng | Utv. |
| ------------- | ------------- | ------------- | -- | ------- | --- | ------- | ----- | ---- |
| 1991          | Kanada        | JVM           | 3  | 0       | 0   | 0       | 0     |      |
| 1992          | Kanada        | JVM           | 7  | 0       | 0   | 0       | 10    |      |
| 1996          | Kanada        | WC            | 8  | 1       | 3   | 4       | 6     |      |
| 2002          | Kanada        | OS            | 6  | 1       | 1   | 2       | 4     |      |
| 2004          | Kanada        | VM            | 9  | 3       | 2   | 5       | 12    |      |
| 2004          | Kanada        | WC            | 6  | 1       | 1   | 2       | 9     |      |
| 2010          | Kanada        | OS            | 7  | 1       | 2   | 3       | 4     |      |
| Junior totalt | Junior totalt | Junior totalt | 10 | 0       | 0   | 0       | 10    |      |
| Senior totalt | Senior totalt | Senior totalt | 36 | 7       | 9   | 16      | 35    |      |

## Meriter
- Memorial Cup – 1992
- Stanley Cup – 1995, 2000, 2003 och 2007
- James Norris Memorial Trophy – 2004
- Conn Smythe Trophy – 2007
- NHL All-Rookie Team – 1992–93
- NHL First All-Star Team – 2003–04, 2005–06 och 2006–07
- NHL Second All-Star Team – 1997–98